# Barcelona WCT 1974
Il Barcelona WCT 1974 è stato un torneo di tennis giocato sul sintetico indoor. È stata la 1ª edizione del Barcelona WCT, che fa parte del World Championship Tennis 1974. Si è giocato a Barcellona in Spagna, dal 25 febbraio al 3 marzo 1974.

## Campioni

### Singolare
Arthur Ashe ha battuto in finale  Björn Borg con il punteggio di 6–4 3–6 6–3

### Doppio
Arthur Ashe /  Roscoe Tanner hanno battuto in finale  Tom Edlefsen /  Tom Leonard con il punteggio di 6–3, 6–4